# جنگ صلیبی بونا

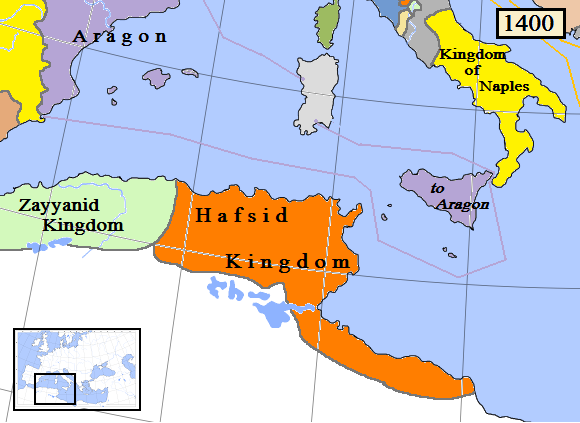
نقشه سلطنت حفصیان در شمال آفریقا

جنگ صلیبی بونا یا جنگ صلیبی عنابه(انگلیسی: Bona crusade)، جنگ صلیبی‌ست در تابستان سال ۱۳۹۹ که توسط تاج آراگون و رهبری مارتین یکم علیه سلطنت حفصیان آغاز شد که در نهایت با شکست آراگون و پیروزی حفصیان همراه بود.